# Geoffry Hairemans
Geoffry Hairemans (Wilrijk, 21 ottobre 1991) è un calciatore belga, centrocampista del Malines.

## Carriera

### Club
Debutta il 19 agosto 2009 nella vittoria in casa per 2-1 contro lo Standaard Wetteren.
Il 20 gennaio 2011 viene acquistato dal De Graafschap.
Erano interessati all'acquisto del giocatore molti club quali Manchester United, Everton e West Ham.
A gennaio del 2012 si trasferisce al Lierse.

### Nazionale
Tra il 2009 ed il 2010 ha giocato complessivamente 3 partite con la nazionale belga Under-19.

## Palmarès

### Club

#### Competizioni nazionali
- Eerste Divisie: 1

De Graafschap:2009-2010
- Tweede klasse: 1

Anversa: 2016-2017